# Hamburg European Open 2024
Hamburg Open 2024 a fost un turneu de tenis masculin care s-a jucat pe terenuri de zgură în aer liber. Aceasta a fost cea de-a 118-a ediție a evenimentului, care a fost clasificat ca un turneu ATP 500 în circuitul ATP 2024. Turneul a avut loc la Am Rothenbaum din Hamburg, Germania, între 15 și 21 iulie 2024. Spre deosebire de anii precedenți, în acest an n-a existat turneu feminin.

## Campioni

### Simplu masculin
Pentru mai multe informații consultați Hamburg European Open 2024 – Simplu masculin

### Dublu masculin
Pentru mai multe informații consultați Hamburg European Open 2024 – Dublu masculin

## Puncte și premii în bani

### Distribuția punctelor
| Probă  | Câștigător | Finalist | Semifinalist | Sfertfinalist | Runda 2 | Runda 1 | Q  | Q2 | Q1 |
| Simplu | 500        | 330      | 200          | 100           | 25      | 0       | 25 | 13 | 0  |
| Dublu  | 500        | 300      | 180          | 90            | N/A     | N/A     | 45 | 25 | 0  |

### Premii în bani
| Probă  | Câștigător | Finalist  | Semifinalist | Sfertfinalist | Runda 2  | Runda 1  | Q2      | Q1      |
| Simplu | 353.750 €  | 190.345 € | 101.460 €    | 51.835 €      | 27.670 € | 14.760 € | 7.565 € | 4.245 € |
| Dublu* | 116.220 €  | 61.980 €  | 31.360 €     | 15.680 €      | 8.120 €  | N/A      | N/A     | N/A     |

*per echipă